# Marlierea
Marlierea es un género con más de 100 especies de plantas con flores que pertenece a la familia Myrtaceae. Es originario de América tropical.

## Descripción
Son arbustos o árboles; con tricomas, cuando presentes, simples o 2-braquiales. Hojas opuestas, cartáceas a coriáceas, variables en tamaño, forma e indumento. Inflorescencias en panículas, frecuentemente pareadas. Flores 4- o 5-meras; cáliz cerrado en el botón (Mesoamérica) o con un poro apical pequeño, partiéndose irregularmente en la antesis, los lobos generalmente caducos; hipanto prolongado por encima del ápice del ovario; pétalos 0-5, inconspicuos; estambres numerosos; ovario 2-locular, los óvulos 2 en cada lóculo. Frutosen bayas, elipsoidales a globosos, coronados por los remanentes de los lobos del cáliz, rojos, tornándose negros en la madurez; semillas 1 o 2, la testa membranácea a cartácea; embrión mircioide (cotiledones foliáceos, contortuplicados, la radícula alargada, tan larga como los cotiledones).

## Taxonomía
El género fue descrito por Cambess. in A.F.C.de Saint-Hilaire y publicado en Flora Brasiliae Meridionalis (quarto ed.) 2: ed. fol. 269. 1833 La especie tipo es: Marlierea suaveolens Cambess.

## Especiesseleccionadas
- Marlierea affinis (O.Berg) D.Legrand, Comun. Bot. Mus. Hist. Nat. Montevideo 3(40): 30 (1962).
- Marlierea angustifolia (O.Berg) Mattos, Ci. & Cult. 19: 333 (1967).
- Marlierea antonia (O.Berg) D.Legrand, Comun. Bot. Mus. Hist. Nat. Montevideo 3(40): 29 (1962).
- Marlierea antrocola Kiaersk., Enum. Myrt. Bras.: 45 (1893).
- Marlierea areolata McVaugh, Fieldiana, Bot. 29: 175 (1956).